# Anne Deane
Pour les articles homonymes, voir Deane.
Anne Deane (vers 1834 – 3 juillet 1905) est une nationaliste, femme d'affaires et philanthrope irlandaise,.

## Biographie
Anne Deane est née Anne Duff à Ballaghaderreen, dans le comté de Roscommon, vers 1834. Elle est la fille de Joseph Duff et de Monica Duff (née Dillon). Après la mort de son père, sa mère possède et gère Monica Duff & Co Ltd, un magasin à Ballaghadereen. Elle est élevée avec son frère par leur tuteur. Dans sa jeunesse, elle passe du temps avec son oncle John Blake Dillon à Dublin, rencontrant les nationalistes de l'époque. Son projet de mariage à un avocat de Foxford, Edward Deane, auquel sa mère s'oppose. Après un certain temps et l'intervention de son oncle, ils se marient en février 1864.
Lorsque l'entreprise de sa mère connait des difficultés, Deane retourne à Ballaghadereen, y demeurant après être devenue veuve. Elle avait un don pour la gestion de la boutique, et au moment où elle hérite de sa mère, c'est l'entreprise la plus prospère et la plus développée de l'Ouest de l'Irlande. Lorsque Andrew Kettle (en) lui a rendu visite, il a noté qu'elle était une « femme remarquable qui semble être tout à fait à l'aise à la tête d'une entreprise qui semble être au centre non pas d'une ville comme Ballaghaderreen, mais d'une province. » Deane est restée en contact avec ceux qu'elle connaissait à Foxford. Quand Agnes Bernard des Sœurs de la Charité déménage à Ballaghaderreen, Deane est une importante donatrice.
Deane n'avait pas d'enfants, mais elle a été impliquée dans l'éducation des enfants de la famille de son oncle  et de sa femme Adélaïde, à la suite de leur décès respectivement en 1866 et 1872. Leur fils, John Dillon, a partagé son temps entre Dublin et Ballaghadereen, et considérait Anne Deane comme sa seconde mère. Elle a légué à Dillon une grande fortune, probablement près de £30 000, ce qui lui a permis de se marier. Deane était une militante de la Home Rule, sa maison servant de lieu de rencontre pour les nationalistes locaux. Elle fut une des fondatrices de la Ladies' Land League (en) en janvier 1881. Elle a été choisie comme présidente d'honneur, mais en raison de son activité commerciale prenant la majorité de son temps, Anna Catherine Parnell a été considérée sur le véritable leader de ce groupe.
Deane fait une chute en 1904, ce qui conduit à son déménagement à la maison de retraite des Sœurs de la Charité sur Leeson Street à Dublin. Elle y meurt le 3 juillet 1905, et a été enterré à Strade Abbaye, dans le comté de Mayo. John Dillon fait placé une inscription sur sa pierre tombale indiquant qu'il lui devait tout.